# Greg Nemisz
Gregory "Greg" Nemisz, född 5 juni 1990, är en kanadensisk före detta professionell ishockeyspelare. Han har tidigare spelat på NHL–nivå för Calgary Flames och på lägre nivåer för Abbotsford Heat och Charlotte Checkers i AHL samt Windsor Spitfires i OHL. 
Han draftades i första rundan i 2008 års draft av Calgary Flames som 25:e spelare totalt.
Efter säsongen 2014-15 tvingades Nemisz sluta spela ishockey professionellt på grund av skadeproblem.